# Radio Doble Nueve
Radio Doble Nueve, FM 99,1 MHz; es una radio peruana fundada por Manuel Sanguineti (integrante de Traffic Sound) que transmite desde el 15 de abril de 1979.
Con el eslogan de La Radio Rock En Lima, la emisora se especializa en los diversos estilos del rock en inglés, además de otros aspectos como indie, alternative rock, pop, powerpop, y reggae. Según Pedro Cornejo, es la única radio especializada en tal género en todo el Perú.

## Historia, música y concepto
Salió al aire el 15 de abril de 1979, emitiendo canciones de las décadas de 1950, 1960 y algo de 1970 con géneros musicales como rock and roll, rockabilly, surf rock, beat, garage rock, entre otras variantes del género rock. A comienzos de la década de 1980 la emisora empieza a incluir las canciones nuevas de los movimientos new wave, post-punk, powerpop, synth-pop, neo-psicodelia, rock gótico, alternativo, etc. todos estos derivados del género. En 1984 se estrenan los rankings semanales y asimismo se realiza el primer ranking anual.
Con respecto al concepto de la programación, se tiene en cuenta que sus canciones se basan principalmente en el U.S. Hot Modern Rock Tracks y por ahora también en el programa internacional Passport Approved aunque también considera bandas procedentes de otros países no sólo de Estados Unidos sino también de Inglaterra, Canadá y otros, teniendo como único formato musical solo en el idioma inglés, y a lo largo de las décadas va variando los estilos que va programando de acuerdo a las nuevas corrientes que van saliendo todas estas son variantes y derivaciones del género rock. A la vez Doble Nueve los días domingos contó con el programa Nostalgia, espacio para el rock del recuerdo de las décadas de 1950 a 1970, además de Resurrection Sunday con canciones de las décadas de 1980 y 1990 y además de un espacio para lo nuevo y lo mejor del Reggae: Radio Reggae.
Doble Nueve es la radio encargada de dar a conocer novedades en cuanto a bandas rock de todo el mundo y de los géneros ya antes mencionados, ya que normalmente transmite las canciones con mucha anticipación y seleccionadas por la emisora, antes que otras radios peruanas. Solo por mencionar, en sus albores, The B-52 era un grupo que la radio tocaba con "Rock Lobster" en pleno 1979, mientras otras radios la emitieron recién en 1983. Otros ejemplos son U2 con "New Year's Day" y The Clash con "Should I Stay or Should I Go", canciones que salieron el año de su lanzamiento en Doble Nueve y otras radios las difundieron cuatro años después (en el caso del último, gracias a un comercial de la línea de ropa Twin de las desaparecidas Tiendas Cónsul). Igualmente, alrededor del año 1983 estrenaron para el Perú otros géneros como el rock gótico, la neo-psicodelia, con grupos como The Cure, Echo & The Bunnymen, The Sisters of Mercy y The Mission U.K. entre otros. Y la historia se ha seguido sucediendo del mismo modo hasta la actualidad, siempre adaptándose a las nuevas tendencias.

## Frecuencias

### Actual FM
- Lima - 99.1 FM

#### Doble Nueve Classics Online
Es una segunda emisora de Doble Nueve, que transmite por Internet con clásicos del rock de los 50's, 60's, 70's y 80's en inglés. Desde el 2013, siendo competidora directa de Z Rock & Pop, Radio Mágica y Radio 1160.

#### Doble Nueve Heritage Online
Es una tercera emisora de Doble Nueve, que transmite por Internet con rock alternativo de los 80's y 90's en inglés. Desde el 2013. 

#### Doble Nueve Millenials Online
Es una cuarta emisora de Doble Nueve, que transmite por Internet con rock alternativo e indie de los 2000's, 2010's y 2020's en inglés. Desde el 2013.

## Publicaciones

### Ranking semanal
Su ranking semanal consta de 40 canciones más conocidas como "Las Most Played" sábado a sábado de 10 a. m. a 13:00 p. m. bajo la conducción del DJ Renzo Estrada - DJ Renzo (Psychosets)
http://radiodoblenueve.com/most-played/

### Ranking anual
El ranking "Las 99 Most Played del Año" se empezó a emitir el año 1984. Consta de 99 canciones las cuales a veces exceden este número y pueden llegar a ser 150 o 200 (Ha sucedido frecuentemente los últimos años)
Este programa especial es transmitido todos los años el 31 de diciembre y puede durar más de 10 horas.
En años anteriores se solía regalar 9 discos ("los 9 de Doble Nueve" considerados los 9 mejores del año) a las personas que participaban votando por sus canciones favoritas.

## Eslóganes
- 1979-presente: El mejor rock del mundo